# Міжнародний кодекс фітосоціологічної номенклатури
Міжнародний кодекс фітосоціологічної номенклатури — документ, що визначає порядок виділення нових синтаксонів, конструювання їхніх назв, їхню зміну та скасування. Мета Кодексу — охорона пріоритетних прав учених, що вперше описали той або інший синтаксон, а також введення суворих правил конструювання назв і вимоги обов'язкового документування синтаксонів, котрі описуються, фітоценологічними таблицями (тобто таблицями повних геоботанічних описів). Синтаксон, описаний відповідно до вимог Кодексу, є валідним, тобто законним, і визнається всіма фітоценологами.
Вперше опублікований у 1976 році. Російськомовний варіант опублікований у 1988 році.